# Famille de Maigret (Lorraine)
Pour les articles homonymes, voir Familles de Maigret.
La famille de Maigret, originaire de Lorraine, trouve ses origines à la fin du XVIIe siècle. Elle a obtenu la confirmation d'un titre de comte en 1861 sous le Second Empire, ainsi différents auteurs contemporains la classent parmi les familles subsistantes de la noblesse française. Elle compte notamment un vice-amiral et un vice-président du Conseil de Paris puis député.

## Histoire
Les origines de cette famille ne font pas l'objet d'un consensus entre auteurs mais également avec le fonds de Maigret qui établit qu'une branche d'une famille de Maigret, originaire de Bourgogne, s'est établi aux Pays-Bas espagnols et que de cette dernière est sortie une branche en Lorraine. La branche installée aux Pays-bas espagnols a obtenu une attestation de noblesse du roi d'armes des Pays-Bas en 1666 et la branche bourguignonne a été maintenue noble par un jugement du parlement de Bourgogne en 1669.
Selon Albert Révérend, « Une famille [de Maigret] a reçu le titre de comte par diplôme de l'empereur d'Autriche du 23 avril 1687, confirmé par un autre diplôme du 6 décembre 1786. À cette famille se rattacherait, d'après des généalogies modernes, Jean-François de Maigret qui suit, fils d'un autre Jean-François dit Remacle, et d'une demoiselle de la Fourière, mais ce dernier personnage n'est pas fixé d'une façon très précise. »
Henri Jougla de Morenas dans le Grand Armorial de France (1939) écrit : « II a existé en Bourgogne et en Franche-Comté plusieurs familles de ce nom, l'une d'elles s'est éteinte au XVIIIe siècle, une autre, maintenue noble en 1669, a reçu le titre de comte du Saint Empire en 1687, titre confirmé en 1786. C'est à cette dernière famille que l'on a voulu rattacher au XIXe siècle la famille Maigret de Lorraine, qui a pour auteur Jean-François de Maigret qui laissa de Félicité Bonaventure Thomassin : Charles (1702-1766) allié en 1726 à Françoise de Hault de Malavillée. »
Philippe du Puy de Clinchamps (Charondas) dans À quel titre (1970) indique pour la famille actuelle de Maigret un titre de comte en 1861 et un titre de comte romain pour un rameau éteint.
Michel Dugast-Rouillé dans le Nobiliaire de France (1976) écrit : « La famille actuelle ne semble pas se rattacher à la famille de Maigret comte du Saint-Empire. »
Régis Valette indique que l'actuelle famille de Maigret est originaire de Lorraine, qu'elle a pour principe de noblesse un titre de comte obtenu sous le second Empire en 1861 et qu'elle appartient à la noblesse française subsistante, cependant Philippe du Puy de Clinchamps écrit que l'empereur Napoléon III n'anoblit aucun de ses sujets et il ajoute ceci : « Il apparaît même que la jurisprudence impériale en la matière ait toujours pris soin de ne parler que de titre ».
L'autodidacte Arnaud Clement (2023) écrit que cette famille a pour premier aïeul connu Jean-François de Maigret, né en 1672, et ce en dépit des tentatives au XIXe siècle visant à la rattacher à des familles homonymes plus anciennes avec laquelle il n'y a pas de lien. Il précise aussi que Joseph-Gustave de Maigret, né en 1810, a bien été confirmé comte par décret impérial en août 1861.
Par jugement du tribunal de première instance de Verdun du 25 juillet 1865, plusieurs membres de cette famille inscrits sur les registres de naissance et de décès sous les noms « de Maigret » et « Demaigret » ont obtenu la rectification de ces actes en « comte de Maigret »,,.
La famille de Maigret a été admise en 1952 à l'ANF avec pour acte recognitif une confirmation par décret impérial du 10 août 1861 d'un titre héréditaire de comte.
Sous l'Ancien Régime français
Il est écrit ceci en présentation du fonds de Maigret : « Originaire de Bourgogne où elle possède la seigneurie de Chavannes (dans l'actuelle commune de Dommartin-lès-Cuiseaux, Saône-et-Loire), la maison de Maigret voit l'un de ses rameaux s'implanter dans les Pays-Bas espagnols, où elle jouit depuis 1587 du titre de comte du Saint-Empire. À partir de Jean V, comte de Maigret et de Néau [Eupen], baron Stoken, seigneur de Raveleen, haut drossard du ban de Baelen et grand forestier du duché de Limbourg, décédé en 1678, elle se scinde à nouveau en plusieurs branches dont une Lorraine ». La présentation de ce fonds indique également que Cattenom est une localité française depuis 1643. Le duché de Lorraine, lui, a été annexé en 1766 sous le règne du roi Louis XV.
En 1709, Jean-François de Maigret (né le 16 juillet 1672), seigneur en partie de Cattenom, fait une supplique à l'intendant de Metz pour éviter le paiement de la Taille.
En 1789, Jacques Jean François de Maigret, officier, est inscrit sur les listes de la noblesse du bailliage d'Étain. Benoît Defauconpret écrit toutefois que « seuls les arrêts de maintenue de noblesse délivrés par les commissaires de la recherche, les intendants, les cours souveraines, le conseil d'État » étaient des actes « confirmatifs, c'est-à-dire confirmant officiellement la noblesse d'une famille ».
Au XIXe siècle
La famille de Maigret obtient la confirmation d'un titre de comte en 1861 sous le Second Empire.

## Généalogie simplifiée

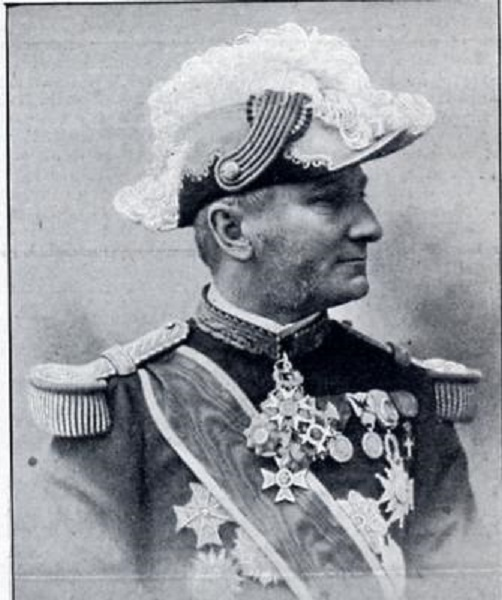
Edgar de Maigret (1841-1910)

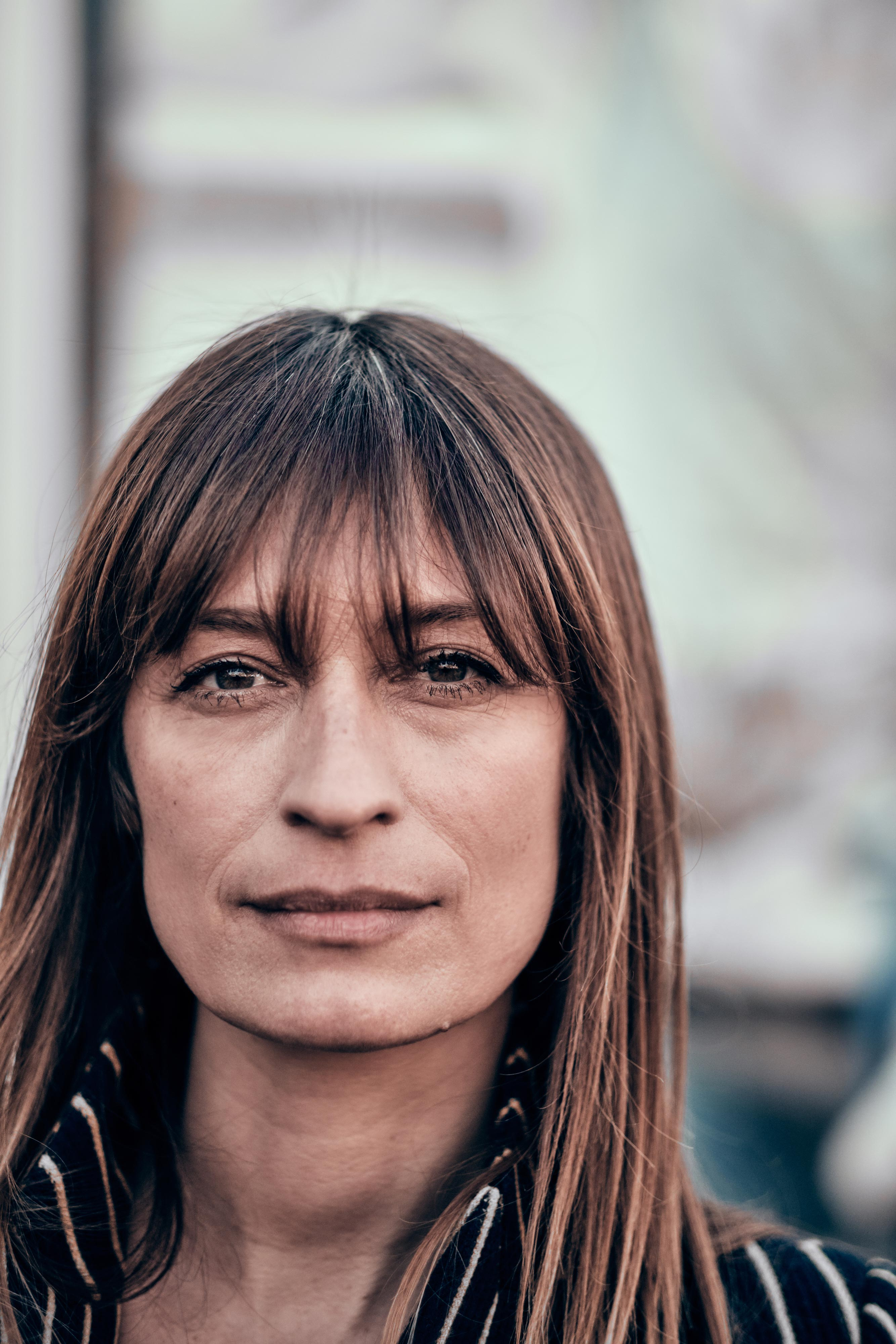
Caroline de Maigret (1975) à la Semaine de la mode à Paris en 2019

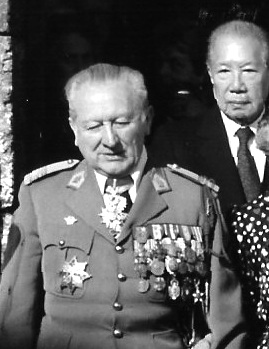
Louis de Maigret

Le Grand Armorial de France (1939) ne remonte pas au delà de Jean-François de Maigret (né en 1672), marié en 1700 à Félicité Bonaventure Thomassin.
- Jean-François de Maigret, seigneur en partie de Cattenom (né le 16 juillet 1672), lieutenant particulier au bailliage et juge royal de Thionville, marié le 23 janvier 1700 à Félicité Bonaventure Thomassin[3]. Le couple a entre autres enfants :
  - Charles de Maigret (1702-1765), marié en 1726 à Marie Françoise de Hault, de la paroisse de Cattenom en Moselle (mentionnés dans l'acte de mariage de leur fils Jacques Jean François le 12 avril 1768 à Briey)[18].
    - Jacques Jean François de Maigret, capitaine d'artillerie au régiment de Metz artillerie, marié le 12 avril 1768 à Briey avec à Anne Marie Thérèse Scholastique Adam de Sainte-Marie, fille de Joseph-François Adam, seigneur de Sainte-Marie-aux-Chênes, écuyer, lieutenant-général au bailliage de Briey et de Marie Catherine de Josselin[18], (également mentionnés dans l'acte de mariage de son fils le 15 février 1804 (25 pluviôse an XII) à Etain)[19].
      - Joseph Marie François de Maigret[20], (né 18 octobre 1771 à Cattenom (Moselle), décédé le 5 avril 1860 à Guentrange, (Thionville) en Moselle), marié le 15 février 1804 (25 pluviôse an XII) à Etain (Meuse) à Catherine Vigny, fille de Joseph François Vigny, négociant et d'Anne Guillet[19], lieutenant-colonel d'artillerie, chevalier de la Légion d'honneur (17 août 1822)[21].
        - Joseph-Gustave de Maigret, né à Etain (Meuse) le 11 février 1810 et décédé à Epernay (Marne) le 26 janvier 1891, marié le 12 novembre 1839 à Aline Félice d'Avennes d'Hermonville, sous-intendant militaire, officier de la Légion d’honneur (14 mars 1865), médaille de Crimée[22].
          - Edgard de Maigret, né le 8 mai 1841 à Hermonville (Marne), décédé le 13 octobre 1910 à Trouville-sur-Mer (Calvados), marié à Marie Reynaud, vice-amiral, grand croix de la Légion d’honneur (8 mai 1906)[23].
            - Renée de Maigret (1869-1937), mariée à Georges du Mesnil
            - Jean de Maigret (1873-1904), vicomte de Maigret, lieutenant au 22e régiment de dragons, sans alliance.

          - Arthur de Maigret (1845-1862 Dates à rectifier[Quoi ?]), marié en 1875 à Marie Chandon de Briailles.
            - Christian de Maigret (1877-1950), marié en 1899 à Marie d'Anterroches.
              - Alain de Maigret (1902-1944) marié en 1930 avec Gabrielle Doublet de Persan.
                - Bertrand de Maigret (1940-), vice-président du Conseil de Paris puis député de la Sarthe, chevalier de la Légion d'honneur, officier O.N.M, marié en 1967 avec Isabelle Poniatowski.
                  - Caroline de Maigret (1975-), artiste, mannequin, productrice musicale.

              - Jacques de Maigret (1904-1960) marié en 1931 avec Marie Doublet de Persan.
              - Louis de Maigret (1914-2001), marié en 1942 avec Élisabeth Doublet de Persan. Il est colonel, commandeur de la Légion d'honneur.

          - Gaston Joseph Octave de Maigret (1850-1903), né à Hermonville (Marne), le 20 avril 1850, marié en 1876 à Jehanne Chandon de Briailles, meurt à Épernay le 20 décembre 1903 ou 1904, membre du Conseil supérieur de la Marine. Il est le beau-frère de Geoffroy d'Andigné[24]. Dont descendance.

## Alliances
Les principales alliances de l'actuelle famille de Maigret sont : Thomassin (1700), de Hault (1726), Adam de Sainte-Marie (1768), Vigny (1804), d'Avesnes d'Hermonville (1839), Reynaud, Chandon de Briailles (1875 et 1876), d'Anterroches (1899), Doublet de Persan (1930, 1931 et 1942), Le Ray d'Abrantès, Mols (1910), Everaerts (1911), de Villeneuve-Esclapon (1918), de Robin de Barbentane (1962), Poniatowski (1967), de Rougé (1971), de Saporta.

## Armes
- Famille de Lorraine : D'azur à la fasce d'or accompagnée de 3 coquilles de même, 2 et 1[3],[25]
- Famille des Pays-Bas espagnols :

|  | Écartelé : au 1, d'or, à l'aigle bicéphale éployée de sable, languée de gueules; au 2, d'or, au lion de sable, lampassé de gueules; au 3, d'argent, au lion de gueules; au 4, de gueules, à deux bâtons noueux d'argent passés en sautoir. Sur le tout de Maigret, qui est d'azur à la fasce d'or, accompagné de trois coquilles du même. Devise : Pro Christo et contra inimicos ejus (en français : Pour le Christ et non pour ses ennemis). |

La famille subsistante de Maigret a depuis pris les armes de la famille de Maigret établie aux Pays-Bas espagnols qui avaient été concédées avec le titre de comte le 6 décembre 1756 par l'impératrice Marie-Thérèse à François-Servais-Joseph de Maigret.

### Fonds d'archives
- Des papiers de la famille de Maigret sont conservés aux Archives nationales, site de Pierrefitte-sur-Seine, sous la cote 649 AP (Inventaire du fonds).